# 天龍寺 (藤岡市)
天龍寺（てんりゅうじ）は、群馬県藤岡市藤岡にある日蓮宗の寺院。山号は福聚山。旧本山は身延山久遠寺、池上・神楽坂法縁。境内には藤岡市指定史跡の霊符殿古墳がある。
市内には祖師堂（長源寺跡）や妙法結社などがある。

## 歴史
文永8年（1271年）10月14日遠流のために佐渡へ向かう立正大師日蓮が長谷川長源の邸に宿泊した。なお、赦免後の鎌倉帰還時にもこの邸に宿泊したという。後にこの邸を寺に改め長源寺と称した。文禄2年長源寺は領主の室の了源院殿日脱大姉によって藤岡城下へ移転され天龍寺となった。

## 長源寺跡
長源寺跡には現在天龍寺の境外仏堂の祖師堂が建つ。

## 藤岡市指定文化財
- 霊符殿古墳　前方後円墳で前方部（東側）は鉄道により欠損しているが構造から6世紀末の築造と推定されている。頂部には霊符殿が祀られている。昭和45年（1969年）4月15日指定。

## 参考資料
- 日蓮宗寺院大鑑編集委員会『宗祖第七百遠忌記念出版 日蓮宗寺院大鑑』大本山池上本門寺 (1981年)

## 関連資料
- 中尾堯『日蓮の寺』
- 日蓮宗新聞　2016年10月10日